# Babbacombe Lee
Babbacombe Lee är den brittiska gruppen Fairport Conventions sjunde album, utgivet 1971, och det första där gruppen har samma medlemmar som på albumet före.
Upprinnelsen till albumet är en text Dave Swarbrick fann i ett antikvariat. Det var en självbiografisk berättelse av John "Babbacombe" Lee, en man som på 1800-talet mot sitt nekande dömdes till döden för mord. När han skulle hängas fungerade inte galgen och straffet förvandlades till livstids fängelse. Lee benådades så småningom. Tillnamnet Babbacombe fick han efter den lilla ort strax norr om Torquay, Devon, England, där mordet ägde rum.
Notabelt är att skivan i sin ursprungsversion inte har några låttitlar utsatta, inte heller vilka som har komponerat respektive sång. Merparten är skrivet av Swarbrick, med hjälp från Dave Pegg och Simon Nicol. Nicol gör här sin debut som sångskrivare med "Breakfast in Mayfair". Låtarna finns dock namngivna i det nothäfte som gavs ut något år efter skivan.
Med på skivan finns också två traditionella stycken, en instrumental låt och sånger "Sailor's Alphabet" som Swarbrick lärt sig av A.L. Lloyd.

## Låtlista
1. "John's reflection on his boyhood, his introduction to Miss Keyes and The Glen, his restlessness, and his struggles with his family, finally successful, to join the navy." - 6:19
2. "This was the happiest period in his life. All locked set fair for a career until he was stricken with sickness and invalided out of his chosen niche in life. Reluctantly and unhappily he turned to a number of menial occupations and finally returned to the services of Miss Keyes." - 10:12
3. "Tragedy now strikes hard. The world's imagination is caught by the brutal senseless[ness] of the apparent criminal who slays his kind old mistress." - 3:57
4. "John was hardly more than a bewildered observer at his own trial, not being allowed to say more than a few words. The tides of fate wash him to the condemned cell where he waits three sad weeks for his last night on earth." - 7:31
5. "When it comes, he cannot sleep, but when he does, a strange, prophetic dream comes to him, and helps him to bear the strain of his next day's ordeal as scaffold and its crew try in vain three times to take his life." - 13:21

### 2004 års cd-utgåva
1. "The Verdict" (uppläst av Philip Sterling-Wall) - 0:28
2. "Little Did I Think" (Dave Swarbrick) - 2:19
3. "I Was Sixteen (Part 1)" (Simon Nicol, Dave Pegg) - 1:29
4. "John My Son" (Simon Nicol, Dave Pegg) - 0:44
5. "I Was Sixteen (Part 2)" (Simon Nicol, Dave Pegg) - 1:17
6. "St Ninian's Isle" (Ronald Cooper) / "Trumpet Hornpipe" (Trad. Arr. Dave Swarbrick) - 1:14
7. "Sailor's Alphabet" (trad. arr. A.L. Lloyd) - 5:50
8. "John Lee" (Dave Swarbrick) - 3:04
9. "Newspaper Reading" (uppläst av A.L. Lloyd)" - 0:46
10. "Breakfast in Mayfair" (Simon Nicol) - 3:09
11. "Trial Song" (Dave Swarbrick, Dave Pegg) - 3:55
12. "Cell Song" (Dave Swarbrick) - 3:35
13. "The Time Is Near" (Dave Pegg) - 2:31
14. "Dream Song" (Dave Swarbrick, Dave Pegg) - 5:24
15. "Wake Up John (Hanging Song)" (Dave Swarbrick, Dave Pegg) - 5:25

Två bonusspår förekommer på vissa senare cd-utgåvor:
1. "Farewell to a Poor Man's Son" (Dave Swarbrick) - 4:55
2. "Breakfast in Mayfair" (Simon Nicol) - 3:59

## Medverkande på albumet
- Dave Swarbrick, sång, fiol, mandolin
- Dave Pegg, bas, mandolin, sång
- Simon Nicol, gitarr, sång
- Dave Mattacks, trummor
- John Wood, producent